# DAF XG

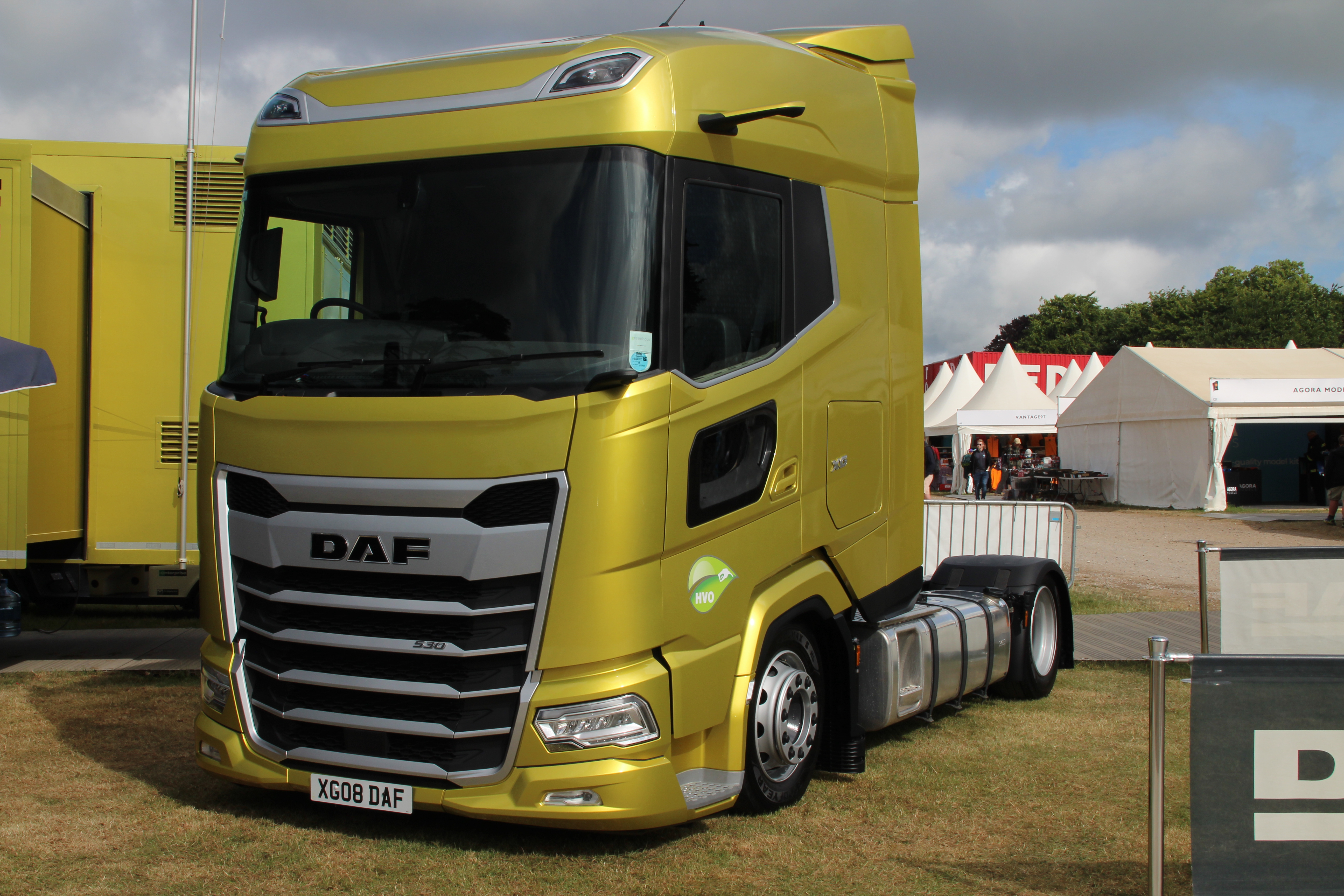
DAF XG

De DAF XG is een volledig nieuw ontwikkelde zware vrachtwagen door de Eindhovense vrachtwagenfabrikant DAF. Het maakt gebruik van de nieuwe Europese wetgeving die het toestaat om de cabine langer te maken voor betere aerodynamica en een verminderd brandstofverbruik. Tegelijk met de XG werd een volledig nieuwe generatie XF gepresenteerd, met een lengte die voldoet aan de oude regels en de XG+ die een hoger dak heeft dan de XG. De vrachtwagen zorgde ervoor dat DAF een voor de fabrikant recordaantal voorbestellingen kreeg en in 2023 de hoogste productie ooit. Bovendien won DAF voor de zesde keer de prijs van (Europees) Truck van het jaar (twee jaar later zou het voor de zevende keer de prijs winnen met de DAF XD).
Optioneel is de XG te leveren met een raam in het onderste gedeelte van de deur aan de passagierszijde, waardoor er een beter zicht op weggebruikers aan de rechterkant van de vrachtwagen is. De XG heeft optioneel een camerasysteem in plaats van spiegels, wat na de Mercedes-Benz Actros pas de tweede vrachtwagen is die hiervoor een Europese homologatie heeft, waarbij het systeem van DAF inklapbaar is en in theorie alle spiegels kan vervangen.